# Rhapsodie over zeemansliedjes
Rhapsodie over zeemansliedjes is een compositie voor harmonieorkest of fanfareorkest van de Nederlandse componist Henk van Lijnschooten geschreven in de tijd dat hij dirigent was van de Marinierskapel der Koninklijke Marine.